# Fiore Sardo
Fiore Sardo ist ein sardischer Käse, der aus reiner Schafmilch hergestellt wird.
| Fiore Sardo        |                                |
| Herkunft           | Italien - Sardinien            |
| Ausgangs- produkte | Vollmilch vom Schaf            |
| Käsegruppe         | Hartkäse                       |
| Fett i. Tr.        | %                              |
| Form               | zylindrisch                    |
| Gewicht            | 1,5–4 kg                       |
| Reifezeit          | 2–24 Monate                    |
| Rinde              | dunkles Rotbraun               |
| Teig               | feinkörnig, weiß bis elfenbein |
| Aroma              | rund, angenehm                 |
| Geschmack          | fein, rund, leicht salzig      |
| DOP                | Ja                             |
| PDO                | Ja                             |

## Historie
Ende des 18. Jahrhunderts schrieb der Jesuitenpater Francesco Gemelli vom „Pecorino Fiore Sardo“ und beschrieb dabei dessen Herstellung, woraufhin der Käse als erster Käse Sardiniens exportiert wurde.
Von Neapel (dem Wohnort des Paters) aus verbreitete sich die Beliebtheit des Fiore sehr schnell bis in die Regionen um Genua, hier wurde er auch für das Pesto genovese verwendet.

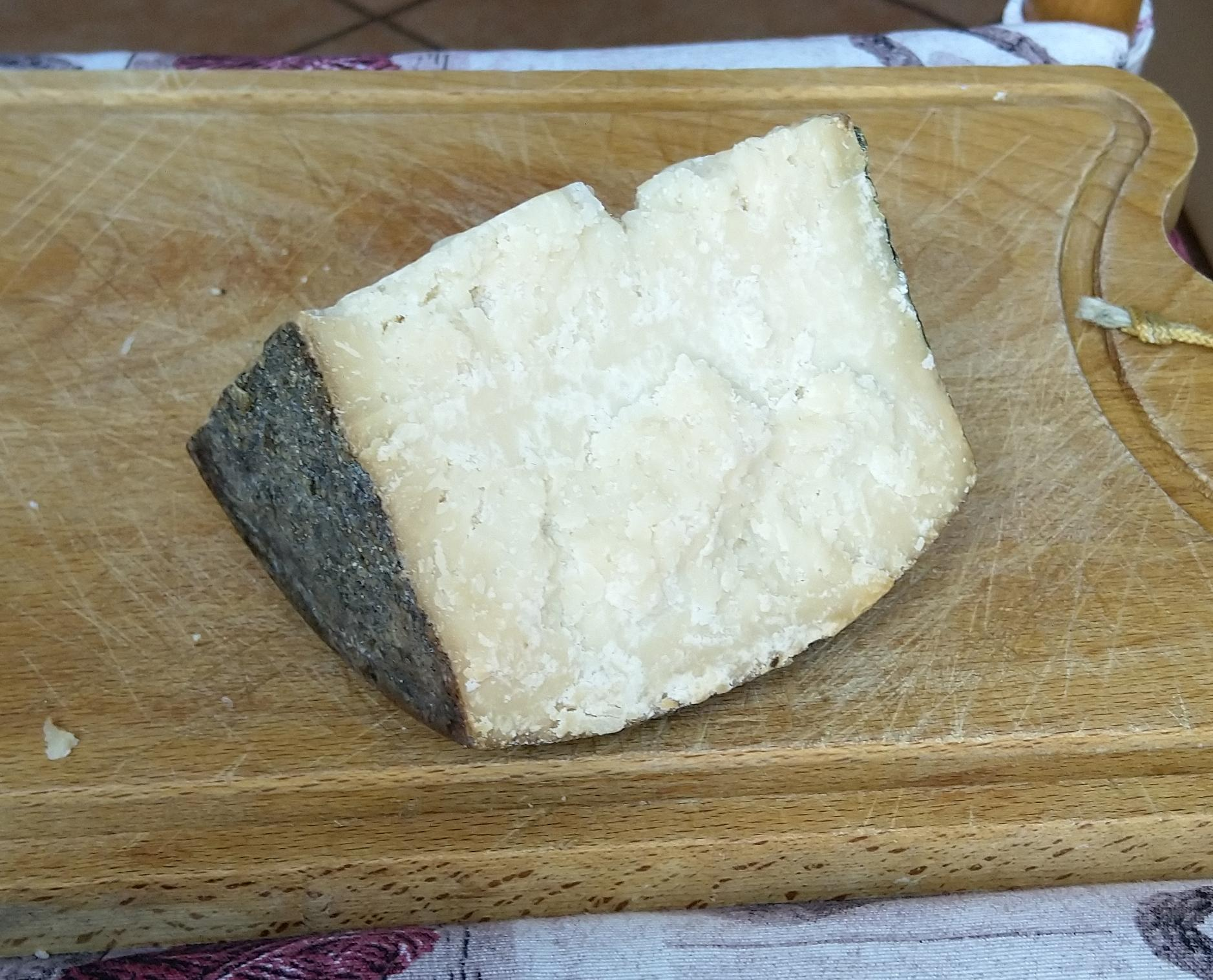
Fiore Sardo DOP

## Herkunftsgebiete
Der Fiore Sardo darf nur auf der Insel Sardinien hergestellt werden. Dies wurde durch die EU mit der Anerkennung des  PDO und  DOP bestätigt.

## Lagerung und Verzehr
Der Fiore Sardo sollte im Kühlschrank bei einer Temperatur um 4 °C aufbewahrt werden. Es empfiehlt sich, den Käse abgeschlossen in Frischhaltefolie aufzubewahren, um ein Austrocknen und eine Geschmacksweitergabe an und von anderen Lebensmitteln zu verhindern. Verzehrt sollte der Käse bei Raumtemperatur werden.
Klassisch wird der Fiore Sardo für Pesto genovese, als Raviolifüllung, als Würzkäse zu Pasta, aber auch als Tafelkäse verwendet.

### Qualitätskennzeichen
Die Laibe des Fiore Sardo sind an einem grünen Etikett erkennbar, auf dem eine fortlaufende Nummer geprägt ist. Ein zweites Etikett auf dem Käse ist in 16 Teile gestückelt mit der Aufschrift:
- Formaggio Fiore Sardo und Indicazione d’Origine Protetta (geschützte Herkunftsbezeichnung)
- und dem Emblem des Schutzkonsortiums.